# Кипърско-минойска писменост
Кипърско-минойската писменост е неразшифрована сричкова писменост, използвана на остров Кипър през късната бронзова епоха (XVI-XI век пр.н.е.).
Поради визуалните сходства с по-ранния критски линеар А се смята, че кипърско-минойската писменост произлиза от него. Запазени са около 250 паметника с кипърско-минойски текстове - глинени плочки, цилиндри, таблички и други, открити в различни археологически обекти в Кипър, както и в древния град Угарит на азиатския бряг.